# Stichopogon eluruensis
Stichopogon eluruensis là một loài ruồi trong họ Asilidae. Stichopogon eluruensis được Joseph & Parui miêu tả năm 1997. Loài này phân bố ở miền Ấn Độ - Mã Lai.